# Walentina Nikiforowna Kulagina

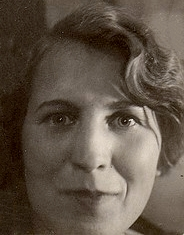
1929, Walentina Kulagina

Walentina Nikiforowna Kulagina-Kluzis (russisch Валентина Никифоровна Кулагина-Клуцис; * 1902 in Gari bei Moskau; † 14. Dezember 1987 ebenda) war eine russische Malerin, Plakatkünstlerin, Ausstellungs- und Buchgestalterin. Sie war neben El Lissitzky, Alexander Michailowitsch Rodtschenko und ihrem Ehemann Gustavs Klucis eine zentrale Figur der konstruktivistischen Avantgarde des frühen 20. Jahrhunderts.

## Leben und Werk
Walentina Kulagina zog 1919 von Gari nach Moskau, wo sie die Erste Freie Staatliche Werkstätten (Svomas) besuchte. Ab 1920 studierte sie an der WChUTEMAS und war u. a. eine Schülerin von Anton Pevsner. Später wechselte sie in die Grafikabteilung zu Gustav Klucis, den sie 1921 heiratete. Beide machten sich einen Namen für ihre sowjetische Revolutionspropaganda sowie für spätere stalinistische Propaganda.
Kulagina entwickelte eine hybride Bildsprache, die verschiedene Medien und Stile miteinander verband: Sie war eine Pionierin der Photomontage-Technik, und kombinierte fotografische Elemente mit grafischen Designs, um komplexe visuelle Botschaften zu kreieren. Sie zählt zu den wichtigen Protagonistinnen der Russischen Avant-Garde.
Ab Mitte der 1920er-Jahre arbeitete Walentina Kulagina für die Unionsgesellschaft für kulturelle Verbindungen mit dem Ausland (WOKS) und für die Sowjetische Agentur für Landwirtschaft (WSChW). So war sie von 1931 bis 1941 als Mitarbeiterin an der Gestaltung der Pavillons der Landwirtschaftlichen Allunionsausstellungen in Moskau tätig.

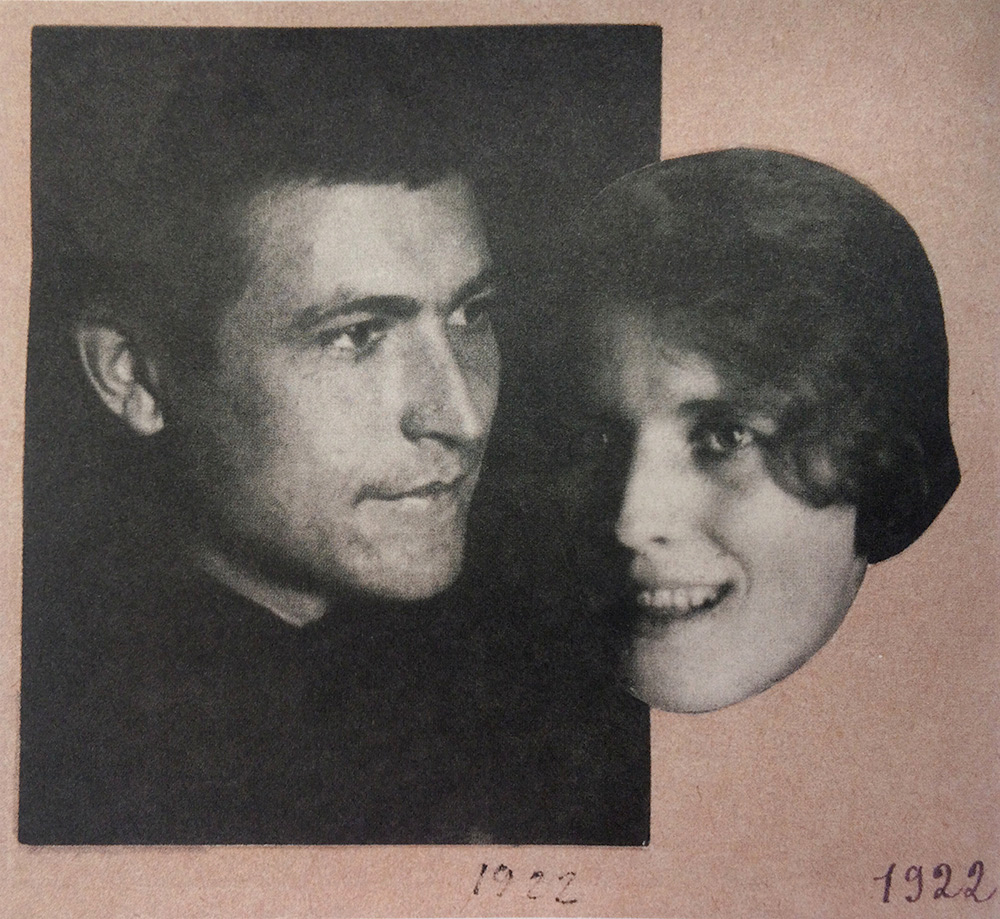
1922, Walentina Kulagina und Gustav Klucis

Kulagina trat 1928 der Künstlergruppe Oktober bei und gestaltete den Russischen Pavillon an der Pressa in Köln. Im gleichen Jahr begann sie für den staatlichen Kunstbuchverlag IZOGIZ zu arbeiten und Plakate zu gestalten. 1930 entwarf sie ein Plakat zum Internationalen Tag der arbeitenden Frauen. Ihre Plakate befinden sich u. a. in der Sammlung des Museum of Modern Art. 1935 zog Valentina Kulagina in die Künstlerkolonie Maslovskaja. Zusammen mit ihrem Ehemann betrieb sie auch ein privates Kunst- und Fotografie-Studio.
In Folge der Großen Säuberung wurden ihr Vater wie auch ihr Mann angeklagt. Letzter wurde am 17. Januar 1938 verhaftet und ohne ihr Wissen am 26. Februar 1938 hingerichtet. Als Witwe eines Letten geächtet, erhielt sie vom Künstlerfonds nur noch unbedeutende Aufträge für Stillleben- und Landschaftsmalerei im traditionellen Stil. Zudem schuf sie bis 1945 antifaschistische Flugblätter. So konnte sie für sich und ihren Sohn den Lebensunterhalt finanzieren. 
Nach der Rehabilitierung ihres Mannes 1956 widmete sie sich der Aufarbeitung und Betreuung seines künstlerischen Nachlasses.